# 신라 경순왕 영정
신라 경순왕 영정은 대한민국 경상북도 경주시 황남동에 있는 신라 경순왕의 초상화이다. 2009년 7월 6일 경상북도의 유형문화재 제410호로 지정되었다.

## 개요
문화재로 지정된 신라 경순왕 영정은 초본 1점을 포함하여 모두 5점이다. 경주 숭혜전에 보관해 온 이들 경순왕 영정은 불화화풍의 어진과 궁중화풍의 어진으로 나눌 수 있는데, 용화산 고자암 모사본(1677년 추정)과 팔공산 은해사 상용암 본(1749년)은 사찰에서 조성한 것이고, 이명기 본(1794년)은 궁중에서 제작한 것이며, 이진춘 본(1904년)은 숭혜전에서 화승인 이진춘에게 의뢰하여 그린 것이다.
이 가운데 1749년 작 경순왕 영정은 화면 상태가 온전할 뿐만 아니라 영제(影題)와 화기(畵記)가 남아있어 경순왕 영정의 기준작이라 할 수 있으며, 1677년 작으로 추정되는 경순왕 영정은 금니(金泥)를 많이 사용하였고 회화사적으로도 뛰어난 작품으로 사찰에서 제작된 불화풍의 어진으로는 가장 이른 예에 속한다. 이 5폭의 경순왕 영정은 매우 희귀할 뿐만 아니라 불화화풍과 궁중화풍의 어진으로 그려졌다는데 큰 의미가 있고, 조선시대 후기에 유행하는 제왕도, 오방제위도와 연결되는 중요한 자료이다.

## 참고 문헌
- 신라 경순왕 영정 - 국가유산청 국가유산포털